# Herb gminy Wilczęta
Herb gminy Wilczęta – jeden z symboli gminy Wilczęta.

## Wygląd i symbolika
Herb przedstawia na tarczy w polu niebieskim żółte kłosy zbóż (owies, pszenica, jęczmień/żyto) w białej formie (nawiązanie do rolnictwa gminy), a przed nimi brązowe poroże jelenia z białą obwódją (nawiązanie do rodu Dohnów). Całość otoczona jest żółto-biało-żółtą bordiurą, a ponad tarczą na czerwonym tle umieszczono napis „WILCZĘTA”.